# Frst
 (mai 2025).
Motif : Sources secondaires étiques
- Archive Wikiwix
- Bing
- Cairn
- DuckDuckGo
- E. Universalis
- Gallica
- Google
- G. Books
- G. News
- G. Scholar
- Persée
- Qwant
- (zh) Baidu
- (ru) Yandex
- (wd) trouver des œuvres sur Wikidata

| 1. | Préciser le motif de la pose du bandeau. | Précisez le motif de la pose du bandeau en utilisant la syntaxe suivante : {{admissibilité à vérifier\|date=juin 2025\|motif=remplacez ce texte par le motif}}            |
| 2. | Informer les utilisateurs concernés.     | Pensez à avertir le créateur de l'article, par exemple, en insérant le code ci-dessous sur sa page de discussion : {{subst:avertissement admissibilité à vérifier\|Frst}} |

Frst est une société de capital risque française fondée en 2018 par Pierre Entremont et Bruno Raillard qui finance des start-ups françaises et européennes durant les premiers jours de leurs créations.

## Historique
La société de capital risque Otium de Pierre-Édouard Stérin se sépare de sa branche Otium Venture en 2018 et se renomme Frst.
En 2019, Frst lève 90 millions d'euros et investit dans des start-ups dont Pigment, Poolside, Payfit, ou encore Owkin.
En 2023, Frst lève 72 millions d'euros pour investir dans des start-ups liées à l'intelligence artificielle dont Orasio, et revendique être la plus importante société de capital risque française dédiée à l'investissement en amorçage avec 200 millions d'actifs.